# Puppis A
Puppis A (G260.4-3.4) – mgławica odległa o około 7000 lat świetlnych od Ziemi, będąca pozostałością po wybuchu supernowej, który wydarzył się około 3700 lat temu. Została odkryta na zdjęciach pochodzących z rakiety sondażowej Skylark wykonanych w październiku 1971 roku.

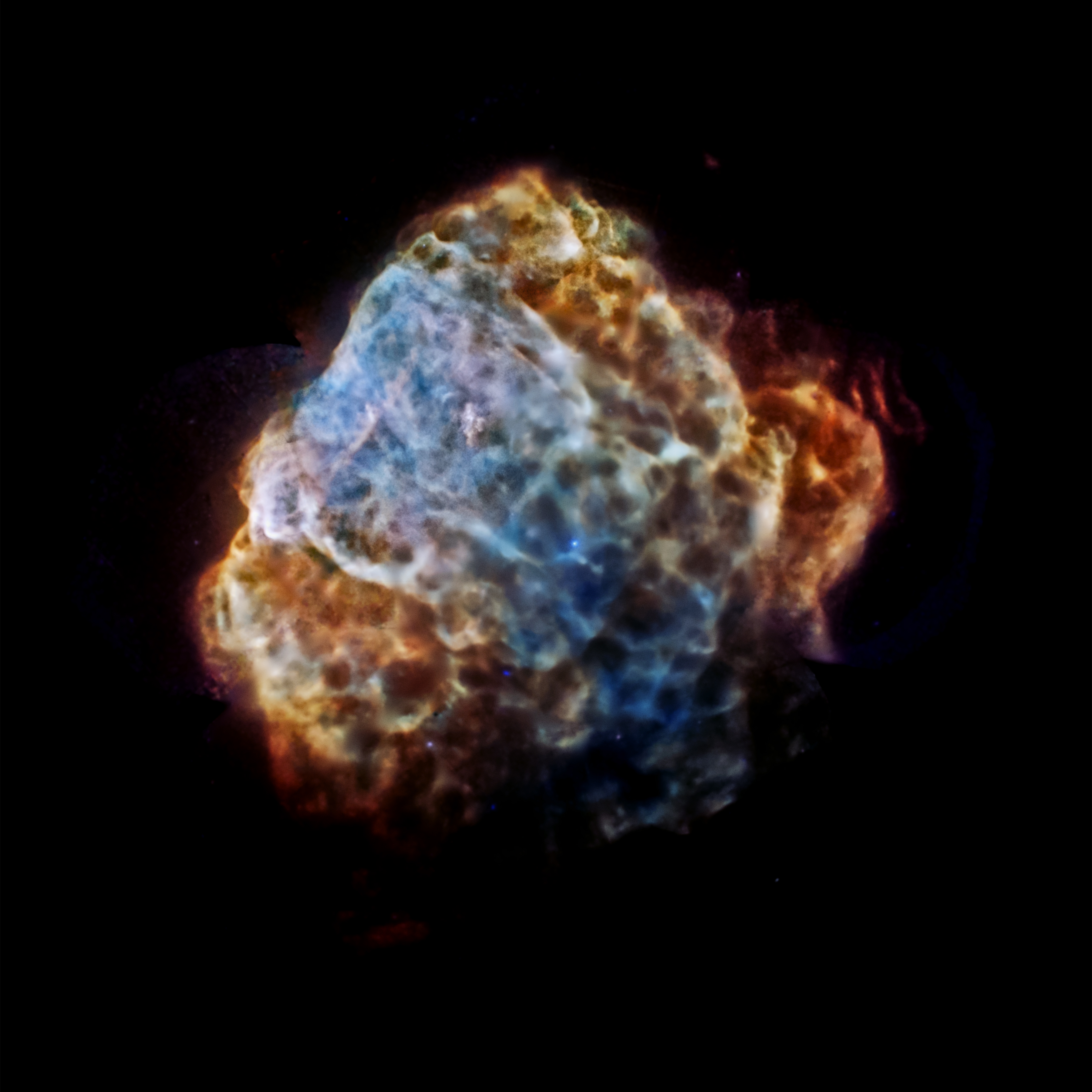
Kompozycja zdjęć z teleskopów XMM-Newton i Chandra

Jej średnica szacowana jest na około 100 lat świetlnych, zaś rozmiar kątowy to 60×50’.
Z pozostałością związana jest gwiazda hiperprędkościowa znana nieoficjalnie jako „Kosmiczna kula armatnia” (Cosmic Cannonball) – RX J0822-4300.